# مايلز كينيدي
مايلز كينيدي (بالإنجليزية: Myles Kennedy )‏ (و. 1969  م) هو عازف قيثارة، ومغني، ومغن ومؤلف، وملحن، وموسيقي أمريكي، ولد في بوسطن.

## وصلات خارجية
- مايلز كينيدي على موقع IMDb (الإنجليزية)
- مايلز كينيدي على موقع روتن توميتوز (الإنجليزية)
- مايلز كينيدي على موقع ميوزك برينز (الإنجليزية)
- مايلز كينيدي على موقع أول ميوزيك (الإنجليزية)
- مايلز كينيدي على موقع ديسكوغز (الإنجليزية)
- مايلز كينيدي على موقع قاعدة بيانات الفيلم (الإنجليزية)

- مايلز كينيدي في قاعدة بيانات الأفلام على الإنترنت